# Eudiscoelius violaceus
Eudiscoelius violaceus är en stekelart som först beskrevs av Schulthess 1903.  Eudiscoelius violaceus ingår i släktet Eudiscoelius och familjen Eumenidae. Inga underarter finns listade i Catalogue of Life.